# 博姆里圣马丹
博姆里圣马丹（法語：Beaumerie-Saint-Martin，法語發音：[bomʁi sɛ̃ maʁtɛ̃]）是法国上法蘭西大區加来海峡省的一个市镇，属于蒙特勒伊区。

## 地理
博姆里圣马丹（50°27'21"N, 1°47'54"E）面积9.37 平方千米，位于法国上法蘭西大區加来海峡省，该省份为法国北部沿海省份，西北濒北海，南至索姆省，东临北部省。
与博姆里圣马丹接壤的市镇（或旧市镇、城区）包括：康什河畔马尔勒、滨海蒙特勒伊、布瓦让、布里默、埃屈尔。

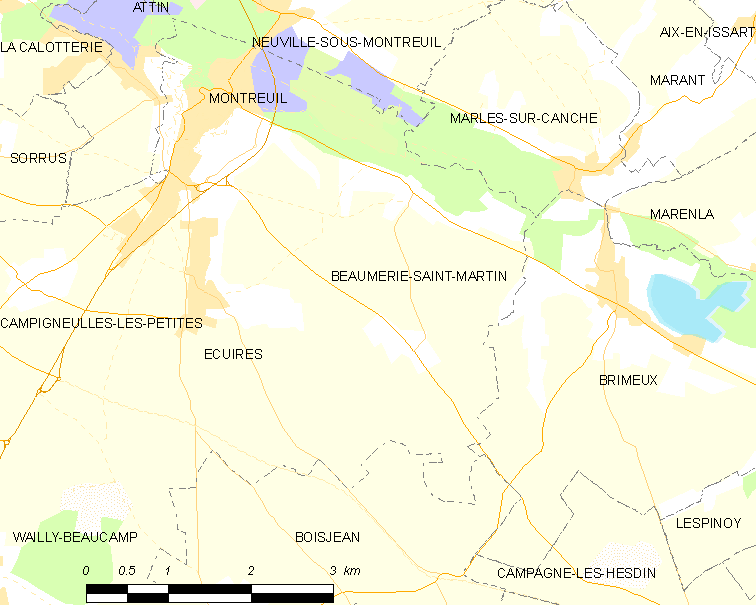
博姆里圣马丹的OSM定位图

博姆里圣马丹的时区为UTC+01:00、UTC+02:00（夏令时）。

## 行政
博姆里圣马丹的邮政编码为62170，INSEE市镇编码为62094。

## 政治
博姆里圣马丹所属的省级选区为贝尔克县。

## 人口

1962-2008年间博姆里圣马丹人口变化图示

博姆里圣马丹于2022年1月1日时的人口数量为384人。